# Granulaia
Granulaia is een geslacht van hooiwagens uit de familie Zalmoxioidae.
De wetenschappelijke naam Granulaia is voor het eerst geldig gepubliceerd door M. A. González-Sponga in 1997. 

## Soorten
Granulaia is monotypisch en omvat slechts de volgende soort:
- Granulaia stygnoides